# Церква святого архістратига Михаїла (Бертники)
Церква святого архістратига Михаїла в Бертниках — парафія і храм греко-католицької громади Монастириського деканату Бучацької єпархії Української греко-католицької церкви в селі Бертники Чортківського району Тернопільської области.

## Історія церкви
У селі стоїть мурована церква, збудована у 1928 році на місці старого храму, спаленого під час Першої світової війни.
У період з 1946 по 1988 рік церква була закрита державною владою. Її знову відкрили у 1988 році під юрисдикцією РПЦ.
У 1990 році парафія разом із о. Михайлом Бойчуком приєдналася до Української Греко-Католицької Церкви.
У 2010 році в храмі зробили капітальний ремонт і розписали його.
При парафії діє братство «Апостольство молитви». На території села також розташована придорожня капличка на честь Матері Божої Зарваницької.

## Парохи
- о. Володимир Монастирський (до 1946),
- о. Михайло Бойчук (з 1990).